# تجمع غران أبو علي (العبر)

تعديل مصدري - تعديل

تجمع غران أبو علي هي إحدى قرى عزلة العبر بمديرية العبر التابعة لمحافظة حضرموت، بلغ تعداد سكانها 38 نسمة حسب تعداد اليمن لعام 2004.